# Rana el Kaliouby
Rana el Kaliouby (1978) es una científica y empresaria egipcia-estadounidense en el campo de la investigación del reconocimiento de expresiones y el desarrollo tecnológico, que es un subconjunto de reconocimiento facial diseñado para identificar las emociones expresadas por la cara. La investigación de El Kaliouby fue más allá de la dependencia del campo de expresiones exageradas o caricaturescas modeladas por actores de laboratorio, para centrarse en las miradas sutiles encontradas en situaciones reales. Es cofundadora, con Rosalind Picard, y CEO de Affectiva. 

## Biografía
El Kaliouby obtuvo una licenciatura y una maestría en ciencias de la Universidad Americana en El Cairo, luego un doctorado en Newnham College de la Universidad de Cambridge. 
El Kaliouby trabajó como científico investigador en el Instituto de Tecnología de Massachusetts, ayudando a fundar su Iniciativa de tecnología de comunicación y autismo. Su objetivo original era mejorar la interacción humano-computadora, pero rápidamente quedó fascinada con la posibilidad de aplicar esta tecnología para mejorar la comunicación humano-humano, especialmente para las personas autistas, muchas de las cuales luchan con la comunicación emocional. En el grupo de Computación afectiva del MIT Media Lab, formó parte de un equipo que fue pionero en el desarrollo del "audífono emocional", un conjunto de anteojos portátiles para leer emociones que el New York Times incluyó en sus 100 principales innovaciones de 2006. El Kaliouby demuestra su trabajo y es entrevistada en el documental de 2018 sobre inteligencia artificial Do You Trust This Computer?
El Kaliouby ha declarado que las computadoras, si bien son buenas con la información, se quedan cortas cuando se trata de determinar sentimientos, por lo que requieren indicaciones manuales para responder a las necesidades de un operador. Su trabajo radica principalmente en los sutiles cambios faciales que las personas tienden a hacer. Ella ha identificado 24 puntos de referencia en la cara, cada uno moviéndose de diferentes maneras, dependiendo de una emoción expresada. Liderando el equipo de Ciencia de la Emoción de Affectiva; la compañía aplica la visión por computadora, el aprendizaje automático y la ciencia de datos para aprovechar el repositorio de emociones faciales de la compañía, que dice que es el más grande del mundo con 2 millones de caras, para comprender los sentimientos y comportamientos de las personas. 

## Premios y reconocimientos
El Kaliouby fue incluida en el Salón de la Fama de "Mujeres en Ingeniería". También es miembro de ACM, IEEE, Asociación de Museos para Niños, Asociación Británica de Visión Artificial y Nahdet el Mahrousa. Otros premios incluyen: 
- 7 Women to Watch in 2014 - Entrepreneur Magazine[10]
- Mass High Tech Top 20 Women to Watch 2014[11]
- The Wired Smart List - Wired 2013[12]
- MIT TR35 2012[13]
- Smithsonian Magazine American Ingenuity Award en Tecnología[14]
- Las 50 mejores mujeres de Forbes America en tecnología 2018[15]

## Libros
El Kaliouby contribuyó con un capítulo al libro de 2018 Architects of Intelligence: The Truth About AI de People People it del futurista estadounidense Martin Ford.